# Stade Ernest-Wallon
Stade Ernest-Wallon é um estádio localizado em Toulouse, França, possui capacidade total para 19.500 pessoas, é a casa do time de rugby Stade Toulousain, foi inaugurado em 1982.